# Ngarama (Sektor)
Ngarama (Kinyarwanda Umurenge wa Ngarama) ist einer von 14 Sektoren im Distrikt Gatsibo in der Ostprovinz von Ruanda.

## Geographie
Ngarama hat eine Fläche von 58,45 km² und liegt auf einer Höhe von etwa 1540 m. Der Sektor unterteilt sich in die fünf Zellen Bugamba, Karambi, Kigasha, Ngarama und Nyarubungo. Nachbarsektoren sind im Norden Mimuri, im Nordosten Katabagemu, im Osten Kabarore, im Süden Gatsibo und im Westen Nyagihanga.

## Bevölkerung
Zur Volkszählung von 2022 betrug die Einwohnerzahl 38.006 Einwohner. Zehn Jahre zuvor waren es 30.354, was einem jährlichen Bevölkerungszuwachs von 2,3 Prozent zwischen 2012 und 2022 entspricht.

## Verkehr
Durch den Westen des Sektors verläuft in Nord-Süd-Richtung die asphaltierte Nationalstraße 19.